# Maximilianswerk

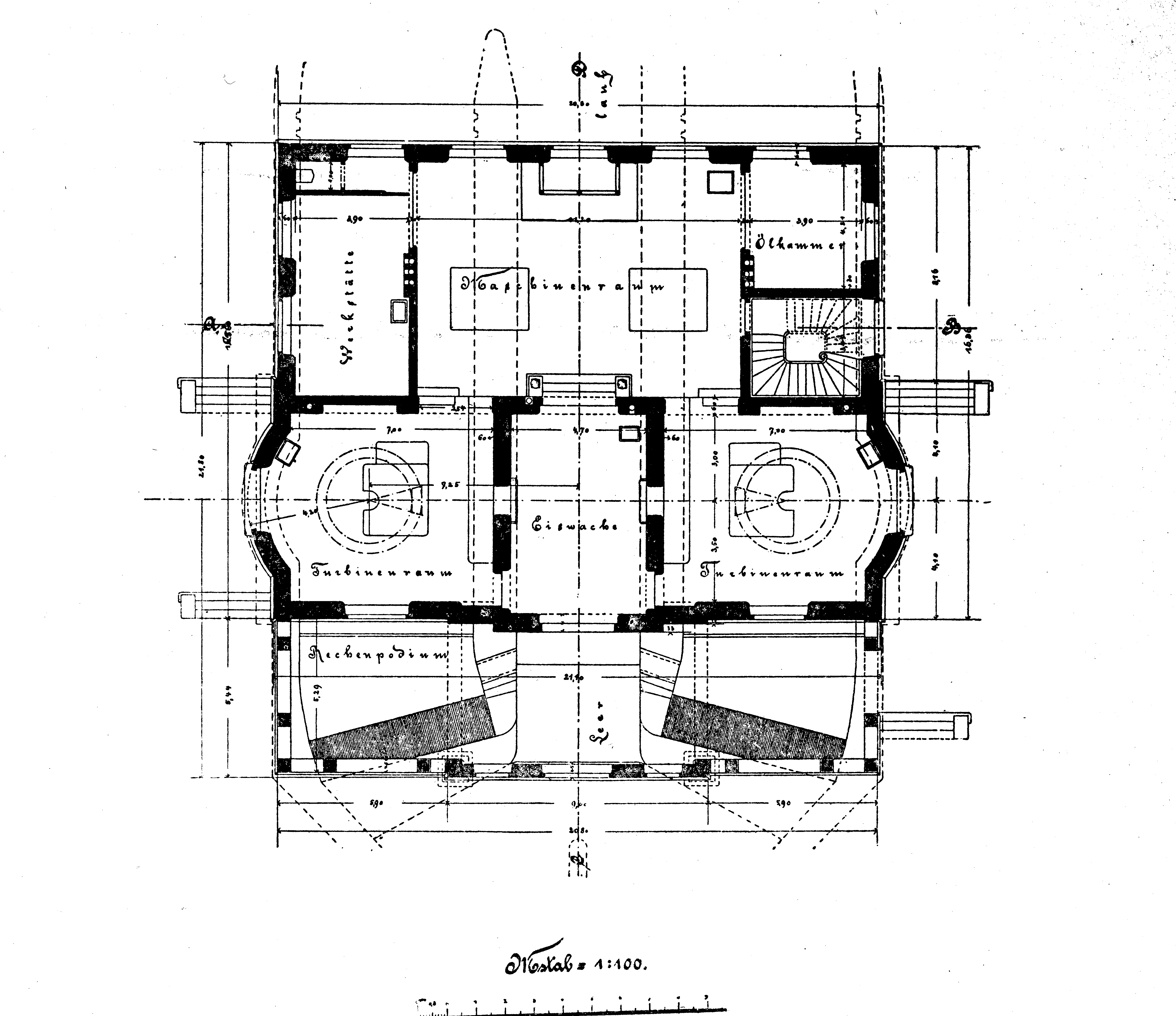
Grundriss Erdgeschoss (bauzeitlicher Zustand)

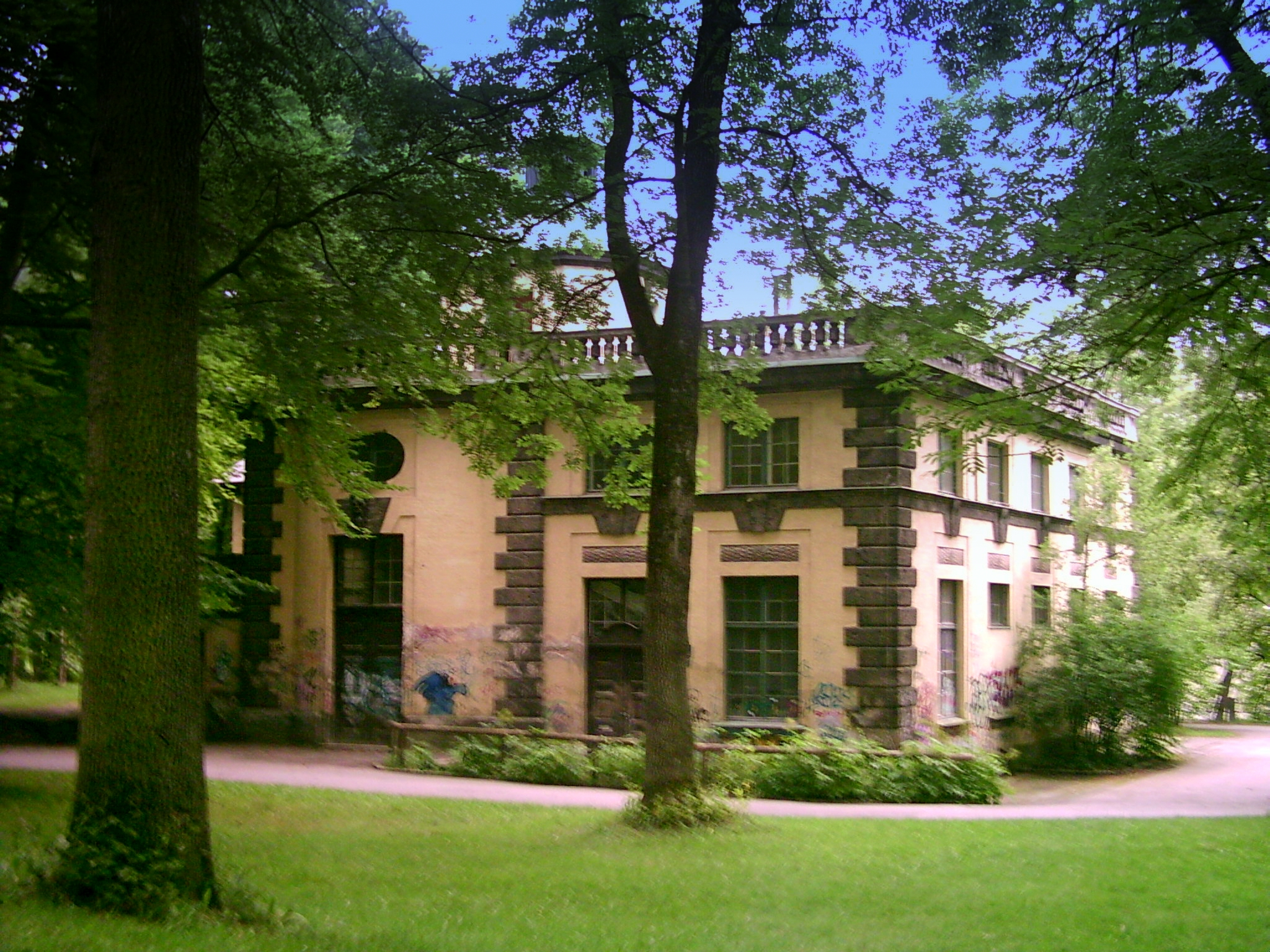
Die Turbinenhalle

Das Maximilianswerk (auch kurz Maxwerk genannt) ist ein Laufwasserkraftwerk am Auer Mühlbach in München. Betreiber des Kraftwerks sind die Stadtwerke München.
Das Maximilianswerk liegt knapp unterhalb der Maximiliansbrücke am rechten Isarufer in den Maximiliansanlagen. Für seinen Betrieb wurde der Auer Mühlbach, der ursprünglich knapp oberhalb der Brücke in die Isar mündete, kanalisiert unter der Brücke durchgeführt und unterirdisch unter dem Kraftwerk vorbeigeführt.

## Geschichte
Das Maximilianswerk gehört zu den ältesten noch in Betrieb befindlichen Wasserkraftwerken Bayerns. Es nahm, nach einem Jahr Bauzeit, 1895 den Betrieb auf. Damit es in der Nähe des Maximilianeums nicht auffiel, erbaute Carl Hocheder es im Stile eines barocken Garten- oder Jagdschlösschens. Der an die Francis-Turbine angeschlossene Gleichstromgenerator lieferte bei einer nutzbaren Fallstrecke von 3,30 bis 5,70 m und einer Wassermenge zwischen 8 und 15 m³/s ca. 300 kW (660 V bei 225 A).
Das Wasserkraftwerk wurde 1953 und 1976 umgebaut, wobei 1953 die Francis-Turbine durch eine Propeller-Turbine ersetzt wurde und 1976 der Gleichstromgenerator gegen einen Wechselstromgenerator ausgetauscht wurde. Diese Umbauten steigerten die Leistung auf 410 kW.
Bis in die 1970er war die Wohnung im Obergeschoss des Kraftwerks noch bewohnt.